# Аделаидские равнины
Аделаидские равнины (англ. Adelaide Plains) — регион Южной Австралии между хребтом Маунт-Лофти на востоке и заливом Святого Винсента на западе. В основном плодородная почва, среднее количество осадков около 460 мм в год.
Равнины можно условно поделить на три части. В южной части расположен город Аделаида, столица Южной Австралии. Область в центре считается «житницей» Южной Австралии с полями и виноградниками, расположенными вокруг городов Вирджиния и Энгл Уейл. В северной части в основном возделываются зерновые (пшеница, овес) и рапсовые культуры. Также развито овцеводство.
Племена австралийских аборигенов Каурны жили на этих равнинах до европейского заселения.
Аделаидские равнины пересечены большим количеством рек и ручьёв, большинство из которых пересыхает в летние месяцы. К рекам относятся Онкапаринга, Торренс, Литтл Пара, река Гоулер, река Лайт и река Уэйкфилд.